# Casandria albovariegata
Casandria albovariegata là một loài bướm đêm trong họ Noctuidae.